# Cantonul Villefranche-de-Lauragais
Cantonul Villefranche-de-Lauragais este un canton din arondismentul Toulouse, departamentul Haute-Garonne, regiunea Midi-Pyrénées, Franța.

## Comune
- Avignonet-Lauragais
- Beauteville
- Cessales
- Folcarde
- Gardouch
- Lagarde
- Lux
- Mauremont
- Montclar-Lauragais
- Montesquieu-Lauragais
- Montgaillard-Lauragais
- Renneville
- Rieumajou
- Saint-Germier
- Saint-Rome
- Saint-Vincent
- Trébons-sur-la-Grasse
- Vallègue
- Vieillevigne
- Villefranche-de-Lauragais (reședință)
- Villenouvelle